# Dama dama mesopotamica
O gamo-persa (Dama dama mesopotamica) é um mamífero ruminante da família Cervidae. Sua taxonomia é incerta, com alguns autores o considerando uma subespécie do gamo (Dama dama), enquanto outros o consideram uma espécie propriamente dita, Dama mesopotamica. Segundo cientistas o gamo, talvez tenha evoluido do gamo-persa, visto que as suas origens remontam à Mesopotâmia.